# Crançot
Crançot is een plaats en voormalige gemeente in het Franse departement Jura in de regio Bourgogne-Franche-Comté en telt 489 inwoners (1999). De plaats maakt deel uit van het arrondissement Lons-le-Saunier.

## Geschiedenis
Op 22 maart 2015 werd het kanton Conliège, waar de gemeente deel van uitmaakte, opgeheven en werd Crançot opgenomen in het kanton Poligny.
De gemeente ging op 1 januari 2016 samen met Granges-sur-Baume en Mirebel op in de commune nouvelle Hauteroche, waarvan Crançot de hoofdplaats werd.

## Geografie
De oppervlakte van Crançot bedraagt 14,3 km², de bevolkingsdichtheid is 34,2 inwoners per km².
De onderstaande kaart toont de ligging van Crançot met de belangrijkste infrastructuur en aangrenzende gemeenten.

## Demografie
Onderstaande figuur toont het verloop van het inwonertal.
Crançot · Granges-sur-Baume · Mirebel